# Karin Färnström
Karin Färnström, senare Kristiansson, född 8 april 1918, död 2 december 2013, var en svensk friidrottare (höjdhopp) som tävlade för IFK Lidingö. 
Färnström växte upp på Lidingö. Hon var dotter till teologen Emil Färnström och Gunhild Beskow samt syster till Gunnar och Margareta Färnström. Hon vann SM-guld i höjdhopp 1936, 1938 och 1940. 1938 deltog hon vid EM i friidrott (det första där damtävlingar var tillåtna även om herrtävlingen var separat) 17 september–18 september i Wien, där hon slutade på 7.e plats höjdhopp.
Efter andra världskriget flyttade hon till USA där hon träffade och gifte sig med Gunnar Kristiansson. Tillsammans gav makarna ut skriften Framtidslandet Kanada 1954. Hon bodde i Vermont i 50 år och jobbade där som TV-producent/klippare på University of Vermont. Hon fick tre barn. I slutet av 1990-talet flyttade hon till Danville, Kentucky.